# Grammostola actaeon
Grammostola actaeon là một loài nhện trong họ Theraphosidae.
Loài này thuộc chi Grammostola. Grammostola actaeon được Mary Agard Pocock miêu tả năm 1903.